# Repubblica di Firenze
Nella sua storia, la città di Firenze conobbe periodi in cui la sua forma di governo fu quella di una Repubblica. La repubblica era governata da un consiglio noto come Signoria. La signoria era scelta dal gonfaloniere (sovrano titolare della città), eletto ogni due mesi dai membri delle corporazioni fiorentine.
Durante il XII e il XIII secolo il potere economico e politico della città crebbe costantemente, in questo periodo le famiglie mercantili della Repubblica riuscirono a ottenere anche i monopoli bancari papali e divennero esattori delle tasse per il papa in tutta Europa. Poco prima della metà del XIV secolo, Firenze era diventata una metropoli, rendendola una delle più grandi città d'Europa.
La famiglia Medici ottenne il governo della città nel 1434 sotto Cosimo de' Medici. I Medici mantennero il controllo di Firenze fino al 1494, poi Giovanni di Lorenzo de' Medici riconquistò la repubblica nel 1512. Papa Clemente VII, lui stesso un Medici, nominò il suo parente Alessandro de' Medici primo "Duca di Firenze", trasformando così la Repubblica in una monarchia ereditaria.

## Contesto storico
(Scritta posta alla base della statua di Donatello "Giuditta e Oloferne" posta nel cortile di palazzo Medici)
Le origini del comune di Firenze risalgono al 1115, quando, in seguito alla morte di Matilde di Canossa, la città si rese autonoma dal Margraviato di Toscana, territorio dipendente dal Sacro Romano Impero, governato dalla Corona imperiale e quindi da feudatari e signori nobili scelti dall'Imperatore. L'economia e la politica non erano quindi libere, ma soggette al feudatario.
L'esigenza che portò alla nascita del Comune fu un patto associativo tra privati, giurato, volontario e costituito da un gruppo di cittadini con lo scopo di tutelare i diritti dei singoli membri. L'economia di Firenze doveva infatti liberarsi dal dominio feudale e, di conseguenza, dall'Impero. In seguito all'evoluzione di tali patti, essi cessarono di essere privati e divennero di portata pubblica. Nel 1138 nacque il primo sistema di amministrazione comunale, definito l'ordinamento consolare.
La città di Firenze conobbe distinti periodi di governo repubblicano: la Repubblica consolare, la Repubblica del Primo popolo, la Repubblica di Savonarola e la Repubblica sotto i Medici.
Di fatto però la città non rimase una Repubblica ininterrottamente dal 1115 al 1527; attraversò infatti diverse modifiche sostanziali delle sue istituzioni nel corso della storia:
- dal 1115 al 1434 rimase una forma oligarchica repubblicana;
- dal 1434 al 1494 divenne una repubblica de iure;
- dal 1494 al 1512 tornò una repubblica a tutti gli effetti;
- dal 1512 al 1527 rimase una repubblica de iure;
- dal 1527 al 1530 rimase una repubblica a tutti gli effetti;
- dal 1530 al 1532 rimase una repubblica de iure.

La fine della Repubblica fu dovuta alla trasformazione di Firenze in un Ducato mediceo nel 1532; de facto già nel 1527 la città si era comunque trasformata in un'oligarchia, in mano ai Medici stessi e alle famiglie più influenti in ambito economico. In generale, con l'affermarsi del Comune il popolo fu coinvolto in maniera sempre minore nel governo della città, fino a essere quasi escluso nel periodo podestarile e sotto il governo dei Medici.

## Storia delle istituzioni

### Il Comune consolare
Sono presenti pochi documenti riguardanti il primo periodo comunale fiorentino; esso fu il risultato di uno spirito di gruppo che, unito al crescente benessere economico, generò un senso di appartenenza alla città. Sebbene il comune consolare fosse già in vigore dal 1125, il primo documento nel quale sono citati dei consoli – Brocardo e Selvoro – risale al 1138.
La figura dei Consoli era ispirata a quella dei magistrati romani e anche i poteri erano simili. I Consoli, che nel tempo aumentarono di numero da due a dodici, due per bimestre, furono affiancati da un Consiglio di centocinquanta “Bonomini” e, quattro volte l'anno, dall'Assemblea Generale dei Cittadini. Il sistema istituzionale non era tuttavia democratico, poiché il potere era detenuto quasi totalmente dall'aristocrazia e dal clero e poiché Firenze doveva comunque sottostare al Sacro Romano Impero.

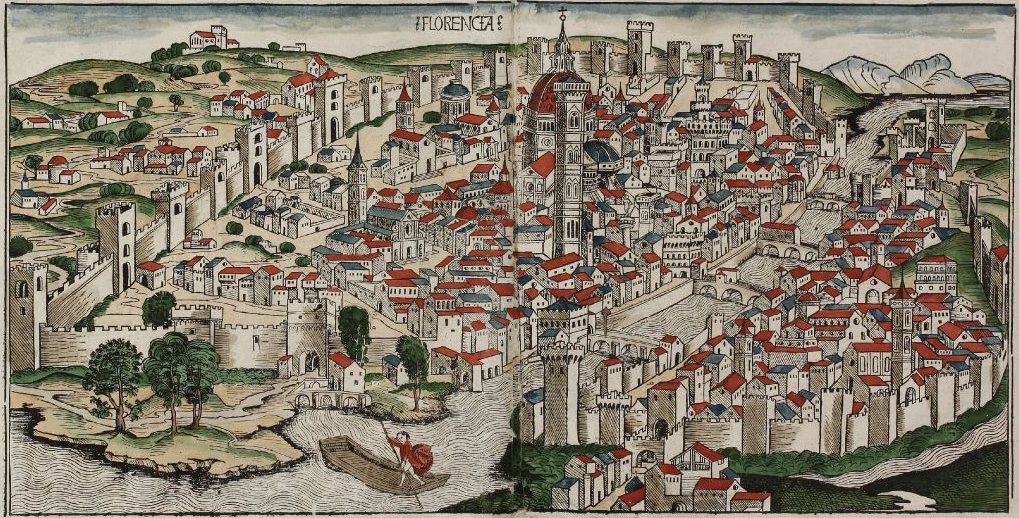
Città di Firenze, pubblicata nel 1493

Notevole importanza presero allora le Corporazioni delle Arti Maggiori e Minori, che aggregarono in organi le persone accomunati dallo stesso mestiere e assursero a tale potenza da influenzare e a volte determinare la condotta politica del Comune. Le Corporazioni si svilupparono a lato delle Confraternite religiose, alle quali erano strettamente unite.
Firenze attuò una politica che si realizzava nella distruzione o conquista dei castelli dei signori, assoggettando gradualmente i feudatari che detenevano il controllo sulle terre attraverso le fortificazioni. La città fu impegnata contro un grande pericolo per l'autonomia, rappresentato da Federico Barbarossa del Sacro Romano Impero. I Comuni infatti riconoscevano all'Imperatore ogni sovranità e si adoperarono per ottenere dai monarchi che si succedevano sul trono imperiale carte e privilegi che confermassero le guarentigie e le libertà conquistate. Sostituendosi alle autorità feudali e riconoscendo in teoria la sovranità della corona imperiale, il Comune fu costretto a prestare l'omaggio imperiale e a pagare i tributi, che erano prescritti da tale regime. Maggiore importanza avevano le "regalie", cioè i diritti spettanti alla corona, come l'investitura dei giudici, il privilegio di batter moneta, il diritto di imporre tasse, dogane, ecc.
Firenze non chiedeva l’indipendenza dall'Impero, bensì l’autonomia, da realizzare nel diritto pieno ad auto amministrarsi. Infatti quando Federico Barbarossa venne sconfitto dalla lega dei Comuni italiani, ottenne da Firenze “rispetto per il suo potere e per il suo diritto a essere considerato come organo supremo, cui occorrerà rivolgersi in particolari momenti”. 
Dopo la Pace di Costanza, l’Impero fu costretto a riconoscere a Firenze il diritto di governare su larga parte del contado, purché riconosca la supremazia della corona imperiale: la città poteva liberamente amministrare terre e organizzare un suo governo retto da magistrati liberamente scelti dagli stessi fiorentini.
Da allora i problemi per Firenze furono per lo più interni, dove le famiglie nobili si contendevano con lotte interne il governo della città.

### Il Governo delPrimo Popolo
(Epigrafe sulla facciata principale del Palazzo del Bargello)
Nel 1150 nacque l'Arte di Calimala, ovvero l'Arte dei Mercatanti. Essa fu la prima associazione corporativa di mercanti; una novità costretta a fare i conti con le continue ed estenuanti lotte delle famiglie fiorentine aristocratiche che combattono per contendersi la gestione del potere.
Queste continue lotte tra famiglie portarono inesorabilmente alla abolizione del governo consolare, con la nascita della figura del Podestà. Il compito del Podestà era proprio quello di arbitro imparziale della politica, venendo eletto tra cittadini forestieri proprio perché lontani dai conflitti delle famiglie interne. La riforma istituzionale fu quindi imposta per questioni economiche e politiche; si avviò a sperimentare quella che, con linguaggio moderno, potremmo chiamare la Seconda Repubblica Fiorentina. Tale periodo è caratterizzato dalle lotte tra il partito dei Guelfi (favorevoli al potere temporale del Papa) e quello dei Ghibellini (favorevoli all'imperatore come figura religiosa e politica), nonché dalla nascita e dallo sviluppo del sistema delle Arti e delle Corporazioni.
Nel 1193 viene eletto il primo Podestà, Gherardo Caponsacchi, fiorentino, che rimpiazzò la diarchia dei Consoli. Nel 1207 il sistema si consolida ed è nominato un Podestà forestiero: Gualfredotto da Milano. I Consoli hanno ora la funzione di semplici Consiglieri e formano insieme con altri un Consiglio Speciale, che opera insieme con il tradizionale Consiglio Generale dei Bonomini, presieduto e diretto dal Podestà. Quest'ultimo veniva eletto dalla maggiore assemblea del Comune, appunto il Consiglio dei Bonomini, per sei mesi o per un anno, giurando fedeltà agli Statuti comunali. Il Podestà esercitava il potere esecutivo, di polizia e giudiziario, esercitando il più importante strumento di difesa e controllo delle leggi, anche amministrative.
Le cose però cambiano a partire dal 1215 quando iniziano i dissidi tra guelfi e ghibellini. La loro lotta, che vede contrapposta l'indipendenza di Firenze contro la Corona Imperiale, vede i ghibellini esiliati. nel 1250, con la morte di Federico II di Svevia e quindi col tramonto della minaccia imperiale nasce la Repubblica del Primo popolo.
Nella Repubblica del Primo popolo vengono istituite nuove figure istituzionali, su cui si reggeva la città, ed erano: il Consiglio degli Anziani, il Consiglio dei Trentasei Buonomini, il Capitano del Popolo e i suoi consigli, il Podestà e i suoi consigli podestarili, i Gonfalonieri.
- il Consiglio degli Anziani era un consiglio formato da 12 anziani, appartenenti ad influenti famiglie di nobiltà commerciale. I membri erano eletti dalle compagnie militari della città che si radicavano sul territorio su base topografica legata alle vecchie parrocchie. Il principale compito del Consiglio degli Anziani era quello di vanificare le prevedibili controversie e contraddizioni delle decisioni del Podestà e del Capitano.
- il Consiglio dei Trentasei, insieme al Consiglio degli Anziani, composto cittadini molto selezionati, aveva il difficile compito di cercare un accordo tra tutti i partecipanti al governo.
- il Capitano del popolo era il più alto rappresentante del popolo minuto, eletto con mandata annuale per esercitare il suo controllo sul Podestà. Presentava progetti di legge ed esercitava ruoli governativi. In pratica, la figura del Capitano del Popolo doveva bilanciare politicamente la forza delle famiglie nobili rappresentando il ceto borghese dell'epoca. Egli era affiancato da un Consiglio del Popolo (detto anche Ristretto) che al suo interno si distingueva in Consiglio Generale e Ristretto (detto anche di Credenza o Speciale), i quali constavano rispettivamente di 150 e 36 membri.
- il Podestà, vecchia istituzione rimasta in funzione, esercitava il potere esecutivo, direttivo della città e di capo delle milizie. Era eletto dal popolo per un anno, scelto tra cittadini forestieri per rendere imparziale l'istituzione. Dal Podestà dipendevano dei "Consigli podestarili" che erano: il Consiglio dei Trecento ed il Consiglio dei Novanta; a questi si aggiunge il Consiglio Speciale di ottanta membri.
- I Gonfalonieri partecipavano ai Consigli in rappresentanza di coloro che guidano le milizie cittadine, ognuna di queste contraddistinte dal proprio vessillo, detto appunto Gonfalone.

È molto difficile ricostruire quali siano gli organi esistenti e i rapporti di forza in campo costituzionale.
Il decennio di governo popolare (terminato con la sconfitta di Montaperti del 1260) fu caratterizzato da un completo ricambio del personale di governo. I milites, cioè i cittadini ricchi e potenti che combattevano nella cavalleria comunale e avevano gestito il potere in precedenza, furono di fatto estromessi dalla guida della città. Non avevano diritto di voto nelle assemblee e non avevano diritto di candidatura nelle magistrature comunali. In questa epoca Firenze crebbe economicamente in prosperità tanto che le banche riuscirono a coniare una moneta cittadina, il fiorino, che diventerà una delle monete più potenti della penisola italiana. 
Di questo periodo sono anche i maggiori palazzi di Firenze, sia pubblici, che religiosi. Vi fu la costruzione dei ponti: ponte alla Carraia (1218), ponte alle Grazie (1237), ponte di Santa Trinita (1252). Gli edifici civili: il palazzo dei Priori (ora palazzo Vecchio, iniziato nel 1299 e terminato nel 1314), il palazzo del Bargello (1255). Gli edifici religiosi: la basilica di Santa Croce, la basilica di Santa Maria Novella, la basilica della Santissima Annunziata, la basilica di Santo Spirito, la cattedrale di Santa Maria del Fiore (1296).

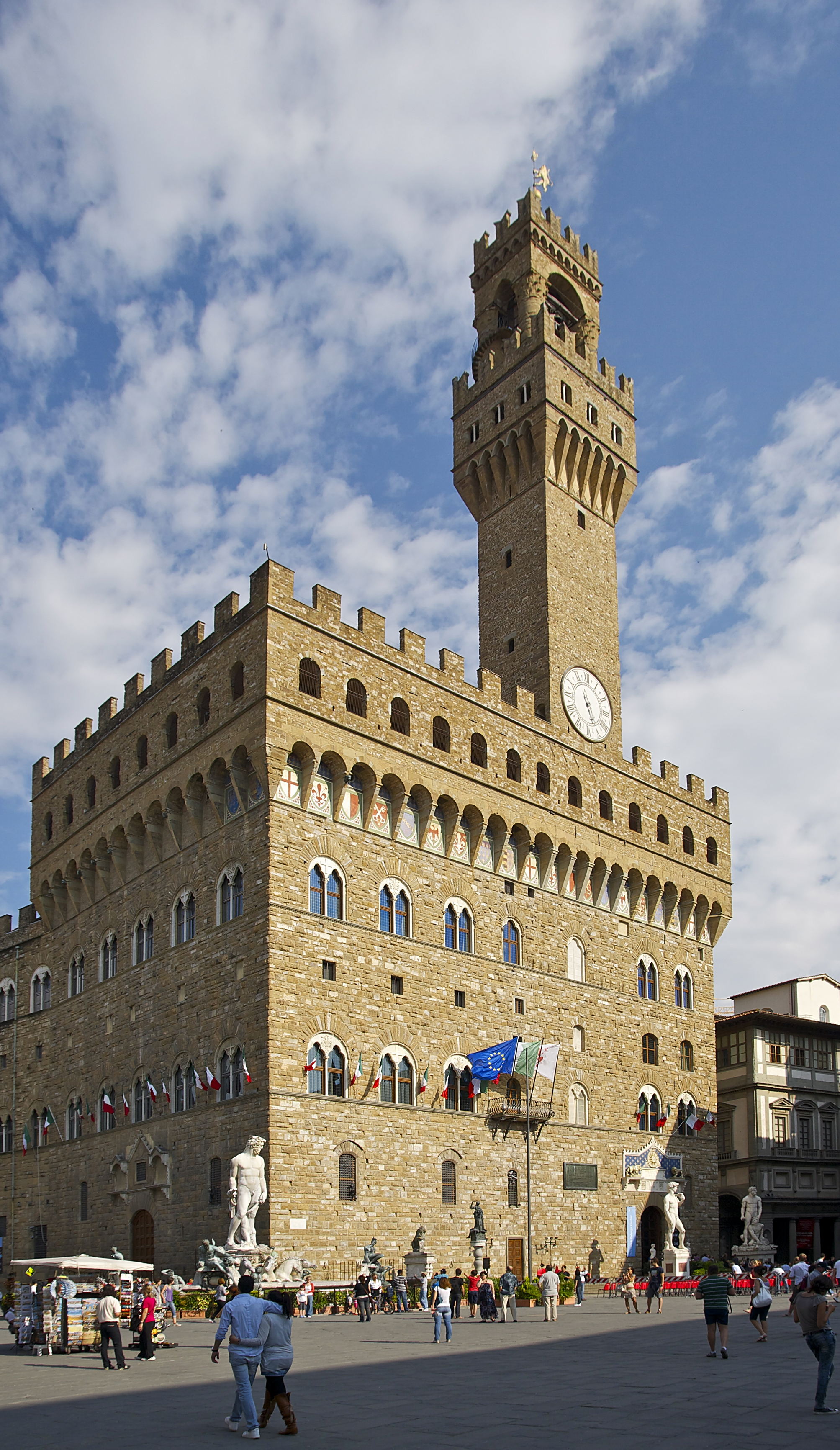
Palazzo Vecchio, sede dei Priori nel '300
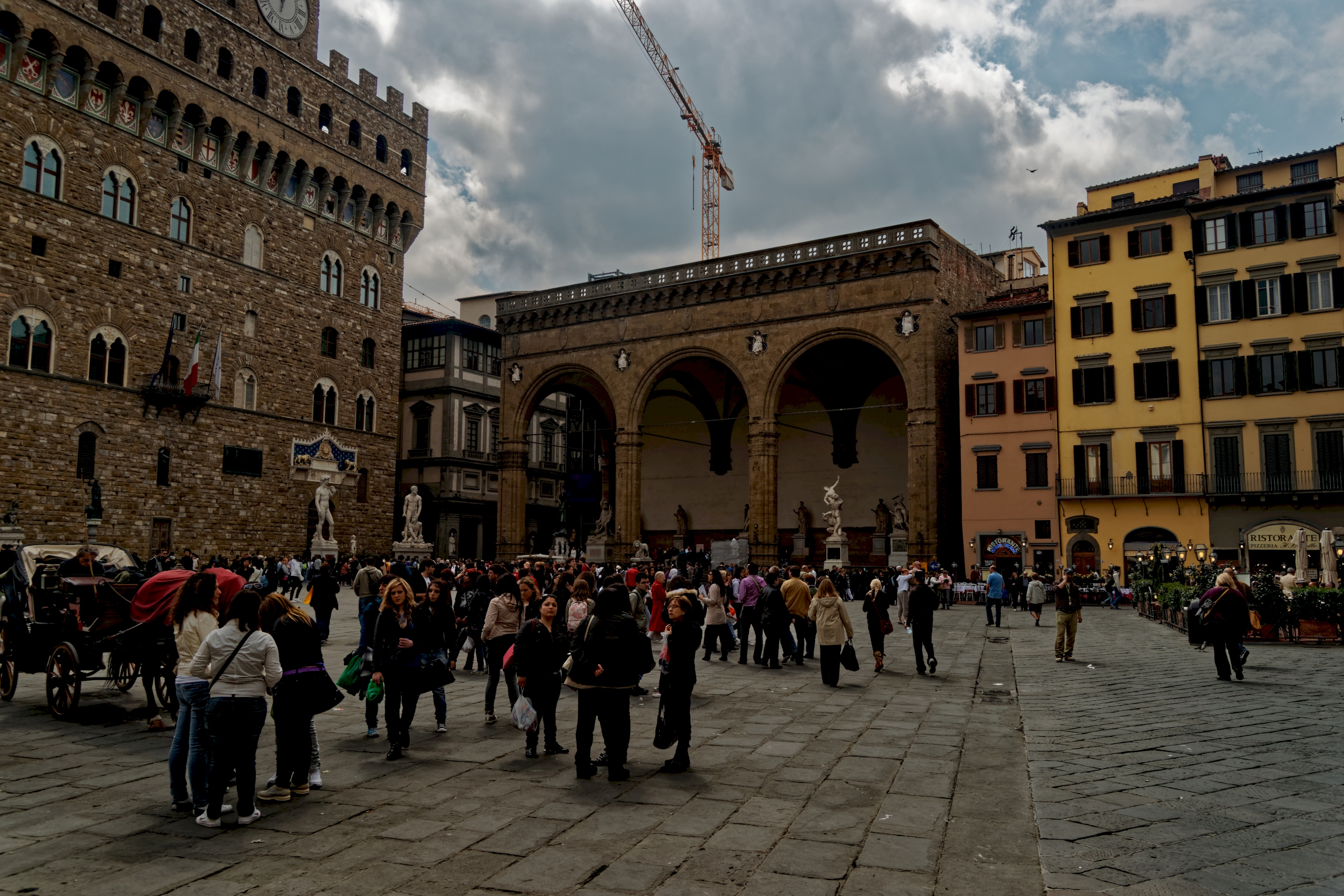
Piazza della Signoria
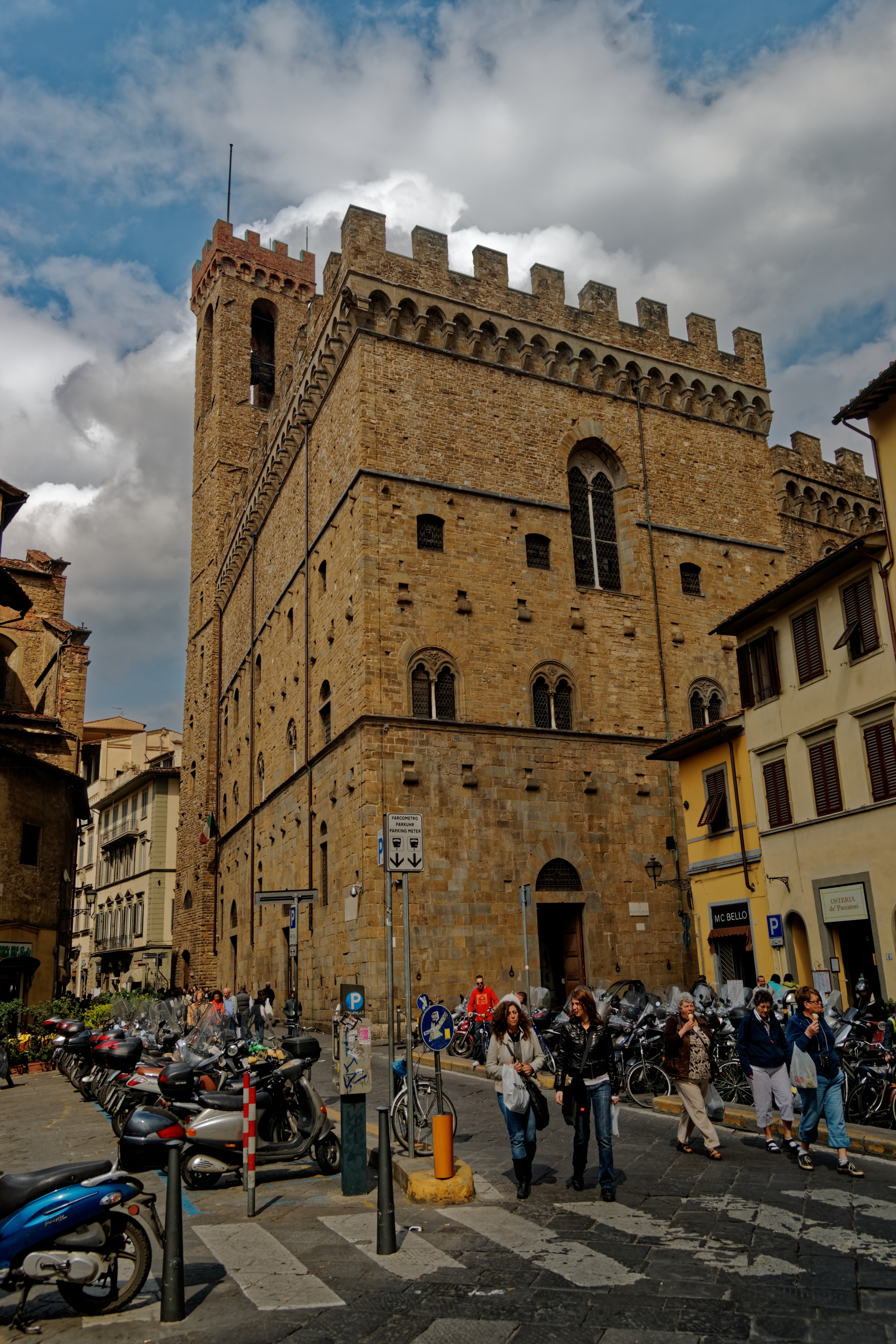
Palazzo del Bargello, sede del governo e di istituzioni fiorentine
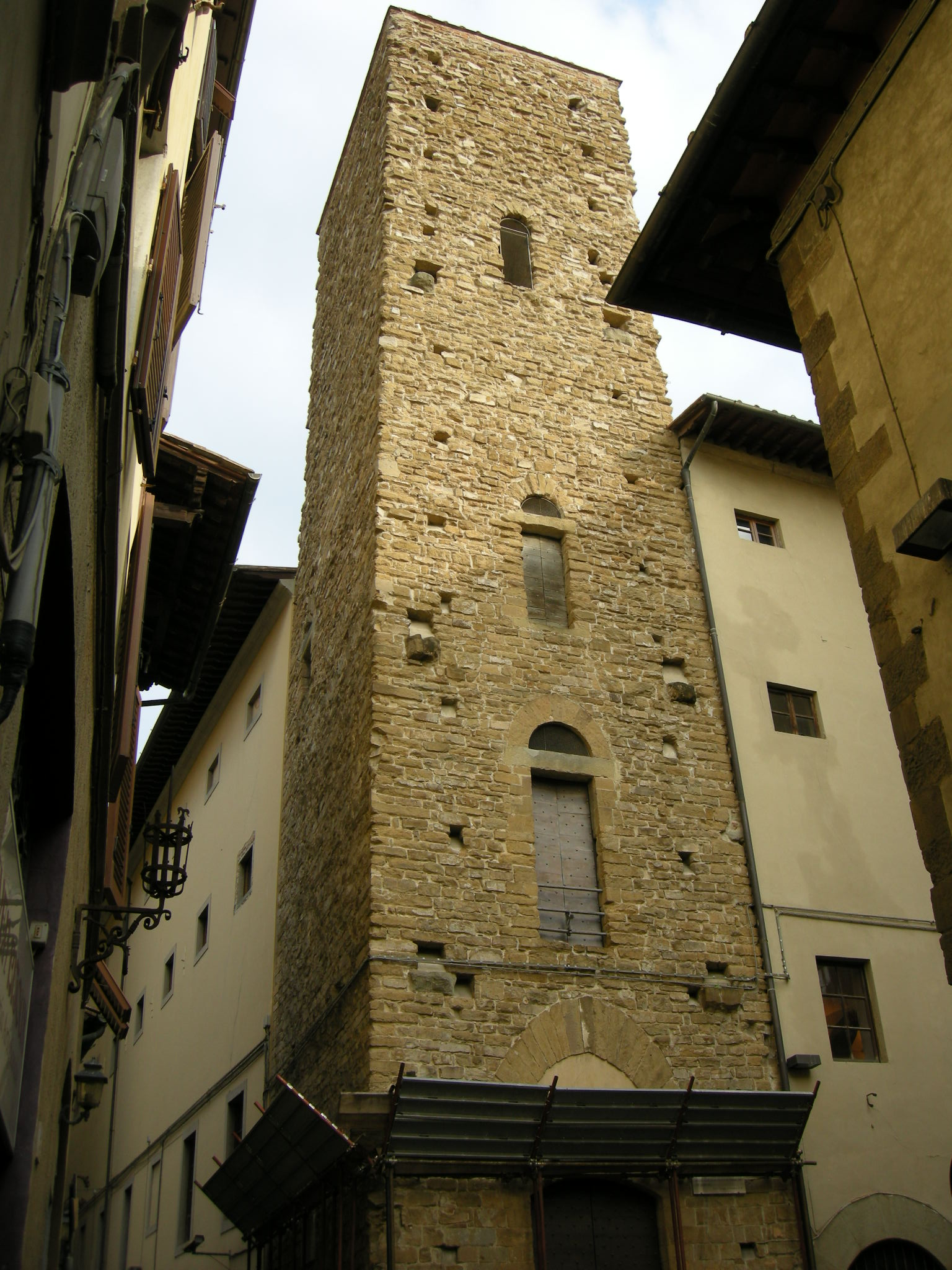
Torre della Castagna, sede del governo fiorentino
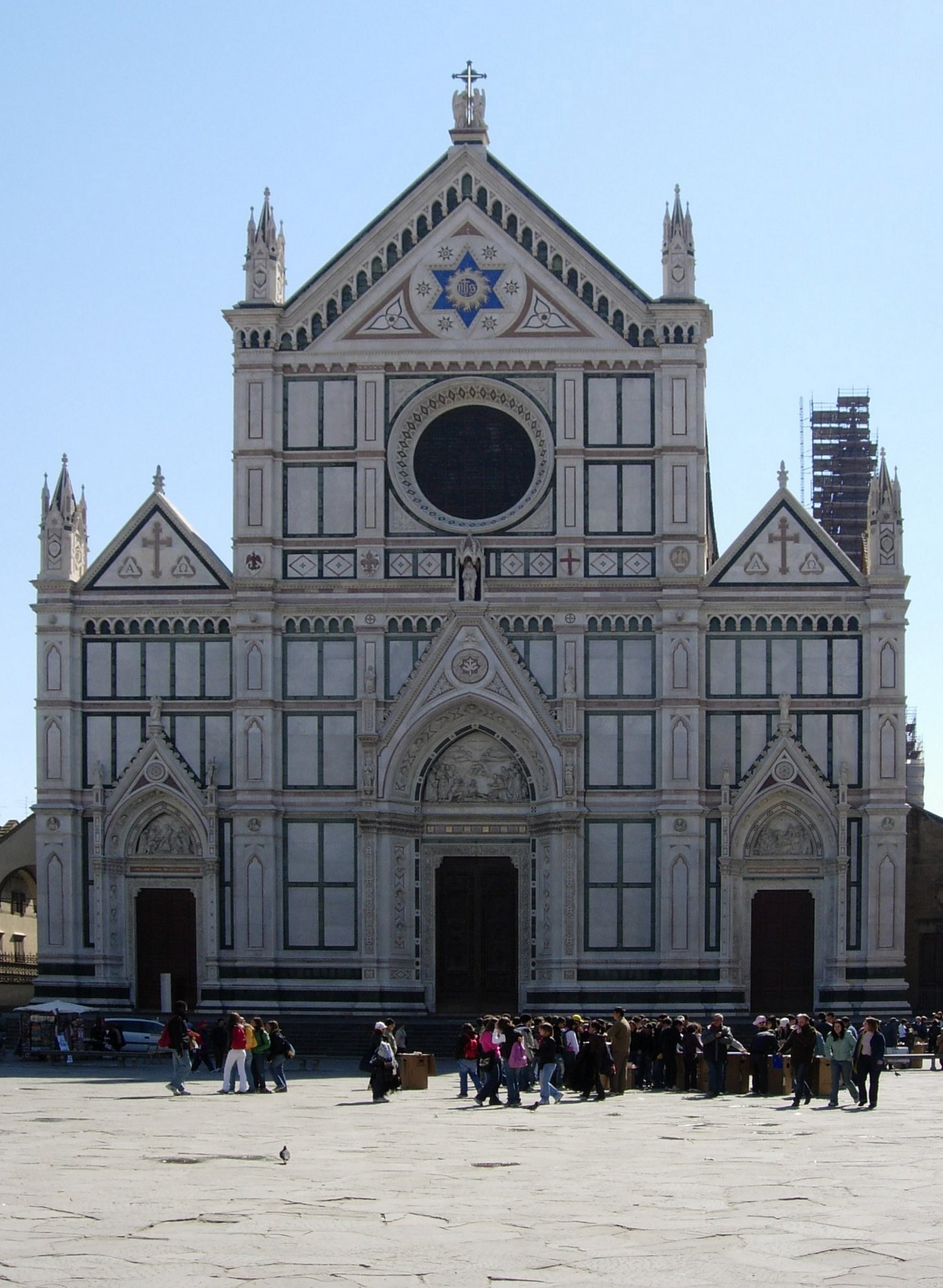
Santa Croce
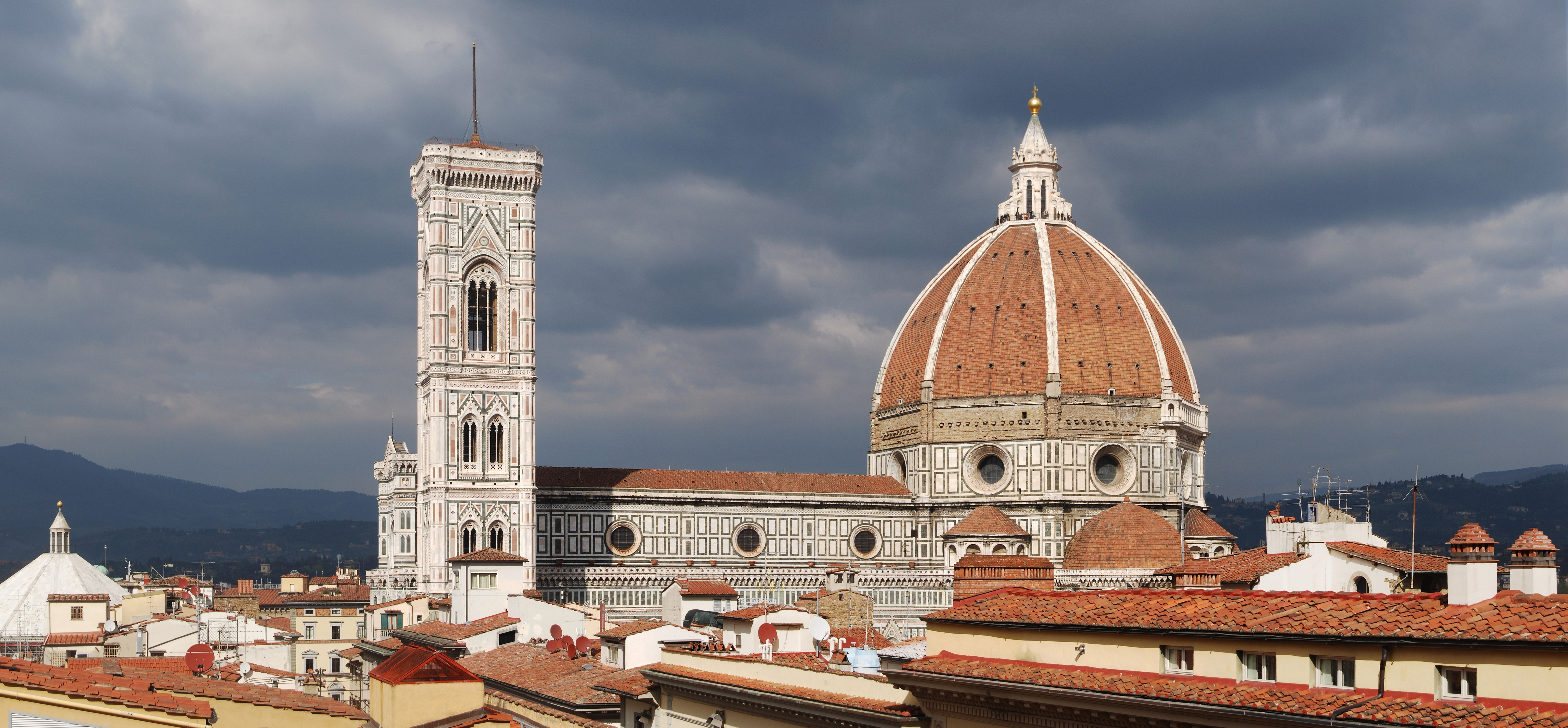
Duomo di Firenze nel '200
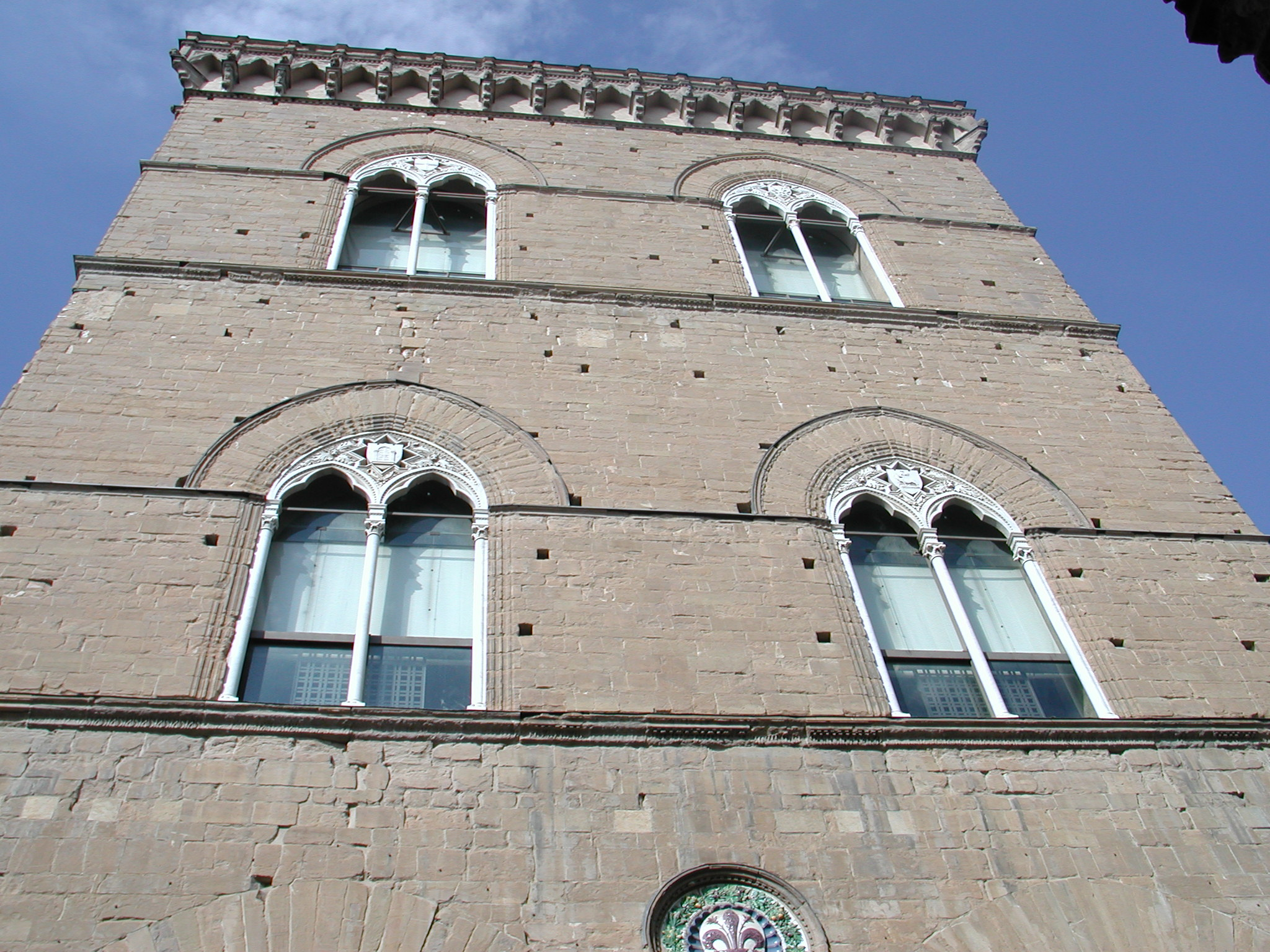
Orsanmichele
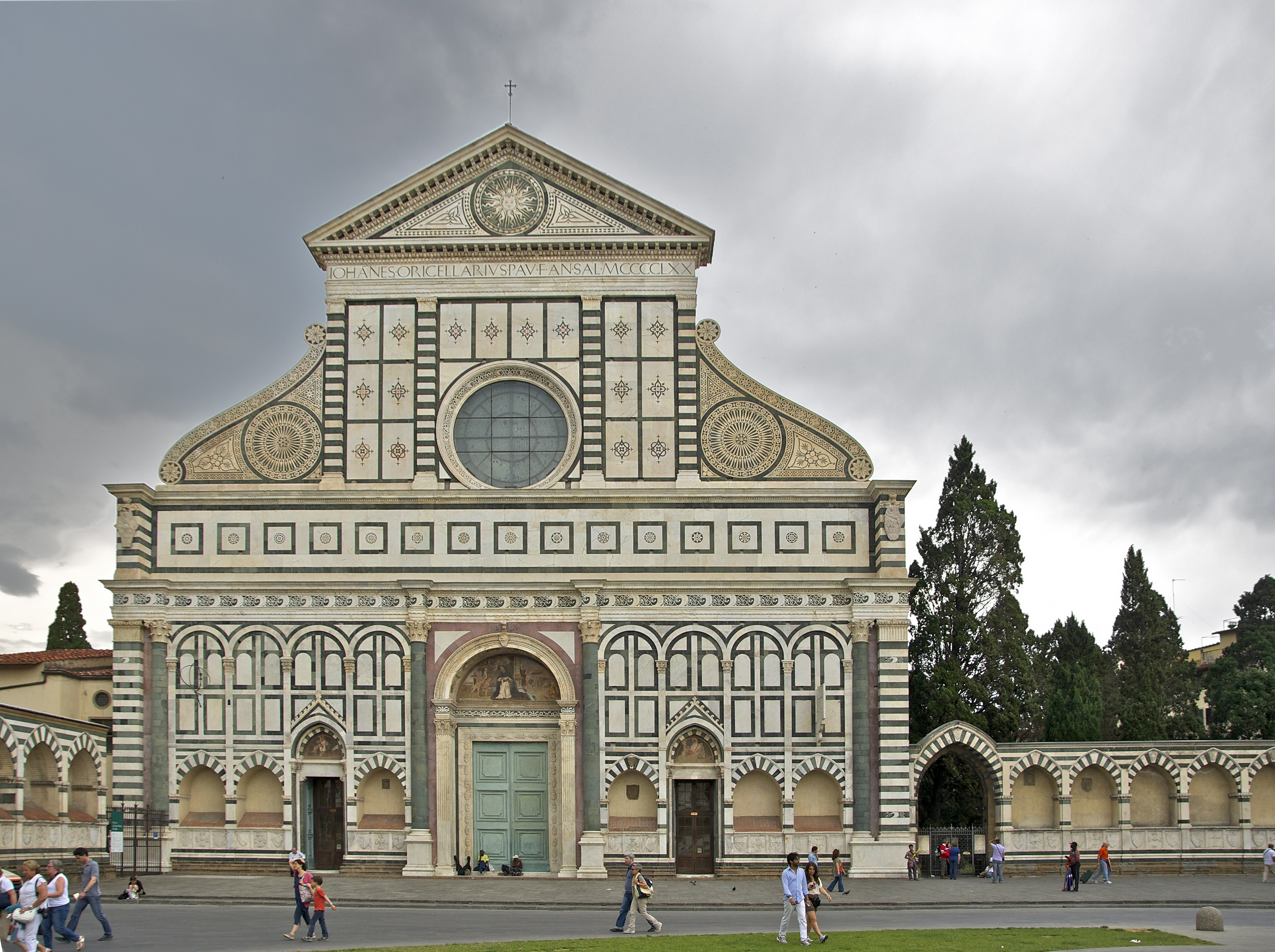
Santa Maria Novella
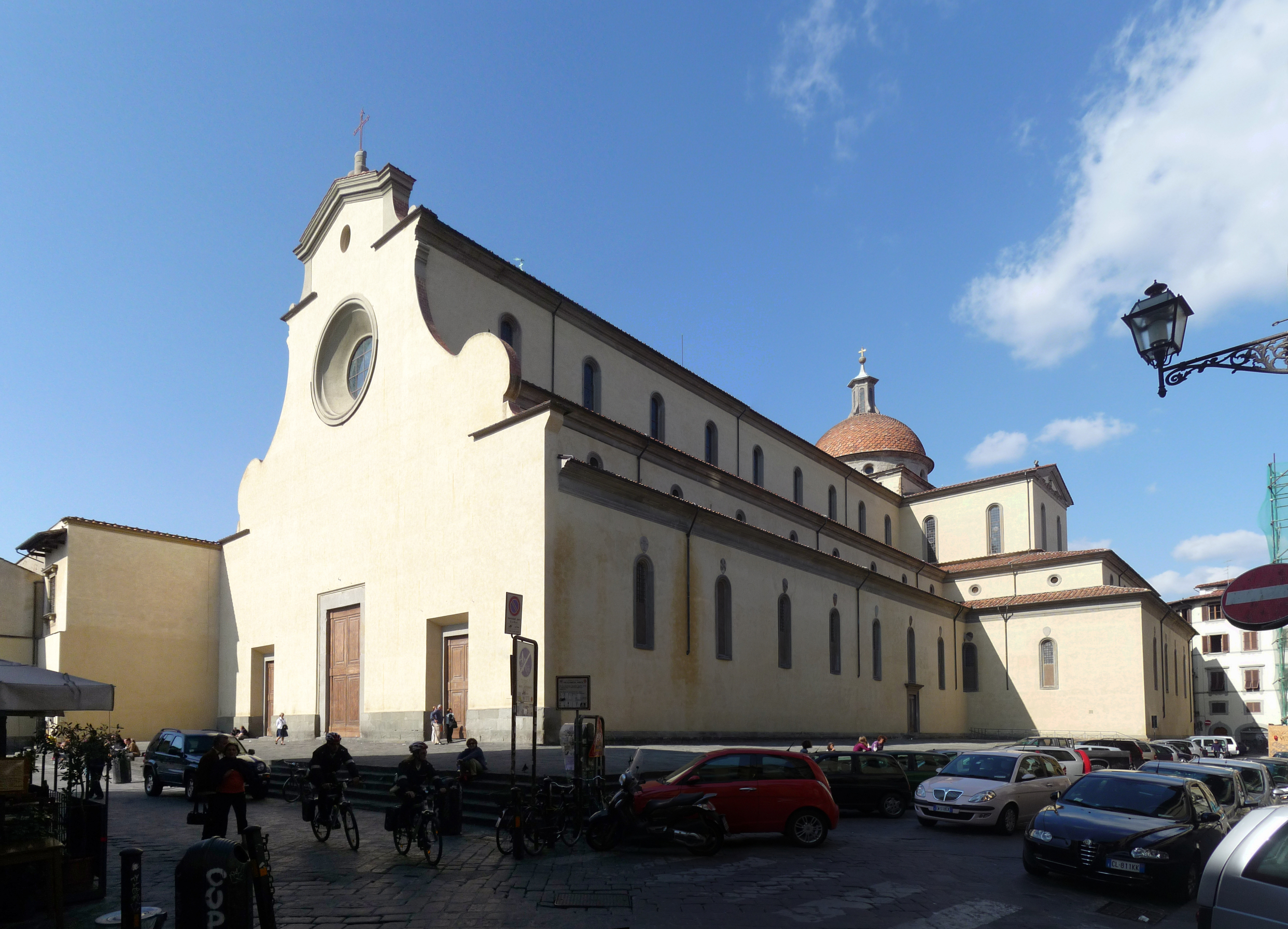
Chiesa di Santo Spirito

### Il governo dei Priori delle Arti
Il governo del Primo popolo rimarrà in funzione di fatto solo fino al 1260. Successivamente tumulti internazionali porteranno Firenze a modificare ancora la Costituzione e a fondare una nuova magistratura, solida e coesa, che di fatto porterà la città al massimo periodo di splendore ed emancipazione sociale.
La guerra tra Guelfi e Ghibellini si riaccese. Questa volta però il Papa e l'Imperatore, nonché i rispettivi alleati spagnoli e francesi porteranno alla vittoria momentanea dei Ghibellini che, davanti alla sfiducia del Papa, lasceranno per sempre Firenze. Adesso però il problema era quello di estromettere dalla città Carlo d’Angiò che, in occasione della vittoria di Benevento, si era imposto Podestà. I fiorentini dovettero aspettare il crollo angioino in Sicilia che avvenne ben quindici anni dopo.
Nel 1282 il governo cittadino venne riformato con l'istituzione dei Priori; negli anni successivi si registrano altre modifiche importanti nelle istituzioni, così da avere il seguente assetto:
- il Gonfaloniere di Giustizia, istituito nel 1293, era la suprema magistratura della Repubblica: presiedeva il collegio dei Priori, disponeva delle milizie armate per far rispettare l'ordine pubblico, custodiva il gonfalone (d'argento alla croce di rosso) simbolo del popolo fiorentino.
- i Priori delle Arti esercitavano il potere esecutivo, sopraintendevano a tutti gli uffici della Repubblica, erano inizialmente tre (poi sei, in seguito otto ed infine venticinque) restavano in carica soltanto due mesi; questi magistrati, nel periodo della loro mandato erano mantenuti a spese del Comune e non gli era permesso allontanarsi dai palazzi pubblici se non per gravi motivi di Stato; inoltre ai Priori era proibito comunicare con chiunque al di fuori delle pubbliche udienze per evitare corruzione. La loro elezione era a scrutinio segreto e veniva effettuata dai precedenti Priori insieme ai Capi delle Arti (ovvero i rappresentanti delle Arti) e ad alcuni segretari scelti da ogni quartiere della città.
- il Collegio dei 16 Gonfalonieri, rappresentanti ciascuno di uno dei quattro “Gonfaloni”, in cui si suddividevano i quattro quartieri della città (per cui, quattro gonfaloni per quattro quartieri, ovvero 16 gonfalonieri), che duravano in carica quattro mesi e prendevano il nome dallo stendardo (“gonfalone”) che simboleggiava ciascun sotto-quartiere, insieme al Collegio dei 12 Buonomini, che duravano in carica tre mesi ed erano generalmente persone di età anagrafica più elevata, (era pertanto una specie di “consiglio degli anziani”), affiancavano i Priori nelle loro deliberazioni;
- il Capitano del Popolo, rimase in carica assumendo però il potere esecutivo insieme ai Priori e il compito di convocare i suoi Consigli, che rimasero in uso, e il Consiglio del cento a partire dal 1289.
- il Consiglio dei Cento, composto di membri nominati (membri di casate magnatizie) dai Priori e presieduti dal Capitano del popolo, esercitava il potere di controllo finanziario e di politiche economiche. Le nomine avevano luogo nella seconda quindicina di marzo e settembre e ogni Consiglio (che si radunava solitamente nella chiesa di San Piero a Scheraggio) durava quindi sei mesi. La convocazione dei Cento era fatta, con il consenso dei Priori dal Capitano del Popolo, il quale presiedeva la seduta e proponeva gli argomenti da trattare poi davanti ai Priori.
- il Podestà rimase una figura marginale, con funzioni di semplice magistrato con il potere di controllo ed organizzazione della giustizia e delle forze dell'ordine della città.

Si cominciò ad usare il nome Signoria per indicare l'insieme dei Priori e del Gonfaloniere di Giustizia, che di fatto erano il governo della Repubblica.

### Le Arti e le corporazioni
Nel XII secolo si cominciarono a formare le corporazioni. Intorno al 1193 vi erano già sette corporazioni. La loro organizzazione era la seguente: i membri eleggevano un Consiglio composto da un determinato numero di consoli, tra cui veniva eletto un capo che ne dirigeva i lavori. 
L'ingresso nelle corporazioni era regolato da precise regole: essere figli legittimi di un membro della stessa Arte, dare prova della propria abilità artigiana e pagare una tassa di iscrizione. I membri avevano una gerarchia interna: i mastri (proprietari di bottega), gli apprendisti e i garzoni. Ciascuna Arte aveva il proprio statuto con pieno valore di legge e poteva emettere sentenze nelle controversie tra i membri o tra questi e i loro sottoposti. Le Arti avevano il compito di proteggere i propri membri dalla concorrenza di altre città o di persone non appartenenti alla Corporazione e di garantire la qualità del lavoro con un'attenta opera di supervisione sulle diverse botteghe; decidevano inoltre l'organizzazione dell'orario di lavoro, stabilendo i giorni festivi e alcuni servizi pubblici. 
Le corporazioni stabilivano contratti di apprendistato, contratti di committenza, in base ai quali era obbligatorio registrare ogni rapporto venutosi a creare tra un artefice ed un committente, contratti di affitto di botteghe o di arnesi e contratti con i sottoposti, che regolavano i rapporti tra il maestro e il fattore, ovvero l'uomo di fiducia, i salariati o lavoranti.

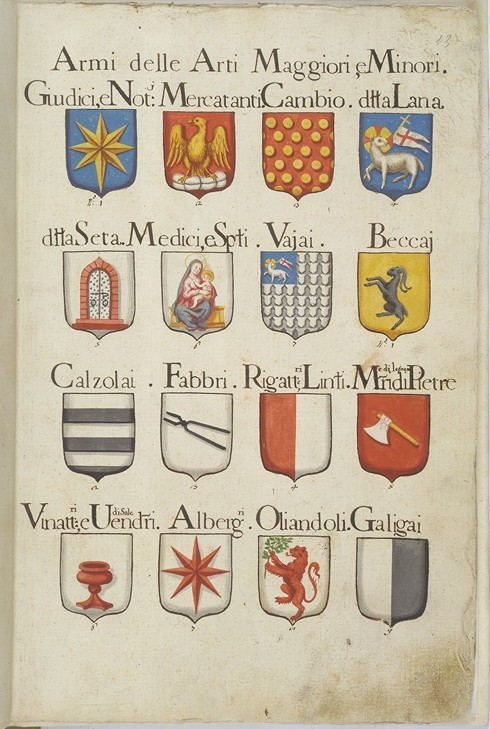
Simboli delle Arti Maggiori e Minori

Si contano ventuno Corporazioni, alle quali però vanno aggiunte le tre Arti dette “del Popolo di Dio” - nate dalla sollevazione popolare del 1378 (tumulto dei Ciompi):
- Arte dei Ciompi
- Arte dei Tintori
- Arte dei Farsettai

Queste furono un fallito tentativo di dare voce al popolo minuto accorpato senza diritti politici alle corporazioni maggiori. Vi erano infatti Arti Maggiori e Arti Minori. Di fatto soltanto le Arti Maggiori avranno il controllo della politica fiorentina, in particolare nella Terza Repubblica. Le Arti Maggiori erano:
- Arte dei Giudici e Notai
- Arte di Calimala (venditori di panni)
- Arte del Cambio
- Arte della Lana
- Arte della Seta (a Por Santa Maria)
- Arte dei Medici e Speziali
- Arte dei Vaiai e Pellicciai

Gli appartenenti alle Arti Maggiori erano imprenditori, importatori di materie prime, esportatori di prodotti finiti, banchieri, commercianti e professionisti.
Le Arti Minori erano invece quattordici: Arte dei Fornai, Arte degli Albergatori, Arte dei Legnaioli, Arte dei Linaioli e Rigattieri, Arte dei Maestri di Pietra e Legname, Arte dei Beccai (macellai e pescaioli), Arte dei Calzolai, Arte dei Correggiai (cordami in cuoio), Arte degli Oliandoli e Pizzicagnoli (salumi e formaggi), Arte dei Cuoiai e Galigai (cuoio), Arte dei Vinattieri, Arte dei Corazzai e Spadai, Arte dei Chiavaioli e Arte dei Fabbri. Solo nel 1266 queste Arti cominciarono a costituirsi separatamente con un proprio statuto; prima erano tutte riunite in un'unica associazione, con una rappresentanza comune.
Importante è capire il rapporto a doppia direzione che esisteva tra le corporazioni, lasciando da parte le differenze tra Maggiori e Minori; e le istituzioni comunali fiorentine, essendo infatti le corporazioni delle entità giuridiche distinte dagli organi e dalle strutture del Comune, tuttavia quest'ultimo, almeno nel Medioevo, aveva le sue fondamenta nelle corporazioni e nei suoi artigiani. L'organizzazione corporativa, che rappresenta a pieno la mentalità mercantile fiorentina, trova nel Comune (dopo la metà del XIII secolo) la garanzia di un sistema istituzionale capace di proteggerle e di riconoscerle come essenziali al buon funzionamento della vita cittadina. Le Corporazioni assumeranno però tale potere politico soltanto dopo il Governo del Primo popolo, con la fondazione del Priorato e la promulgazione degli Ordinamenti di Giustizia.

Le Arti e Corporazioni riusciranno ad assumere un potere e una influenza notevole, che ci viene testimoniata dal fatto che soltanto nel 1777 furono abolite dal Granduca di Toscana.

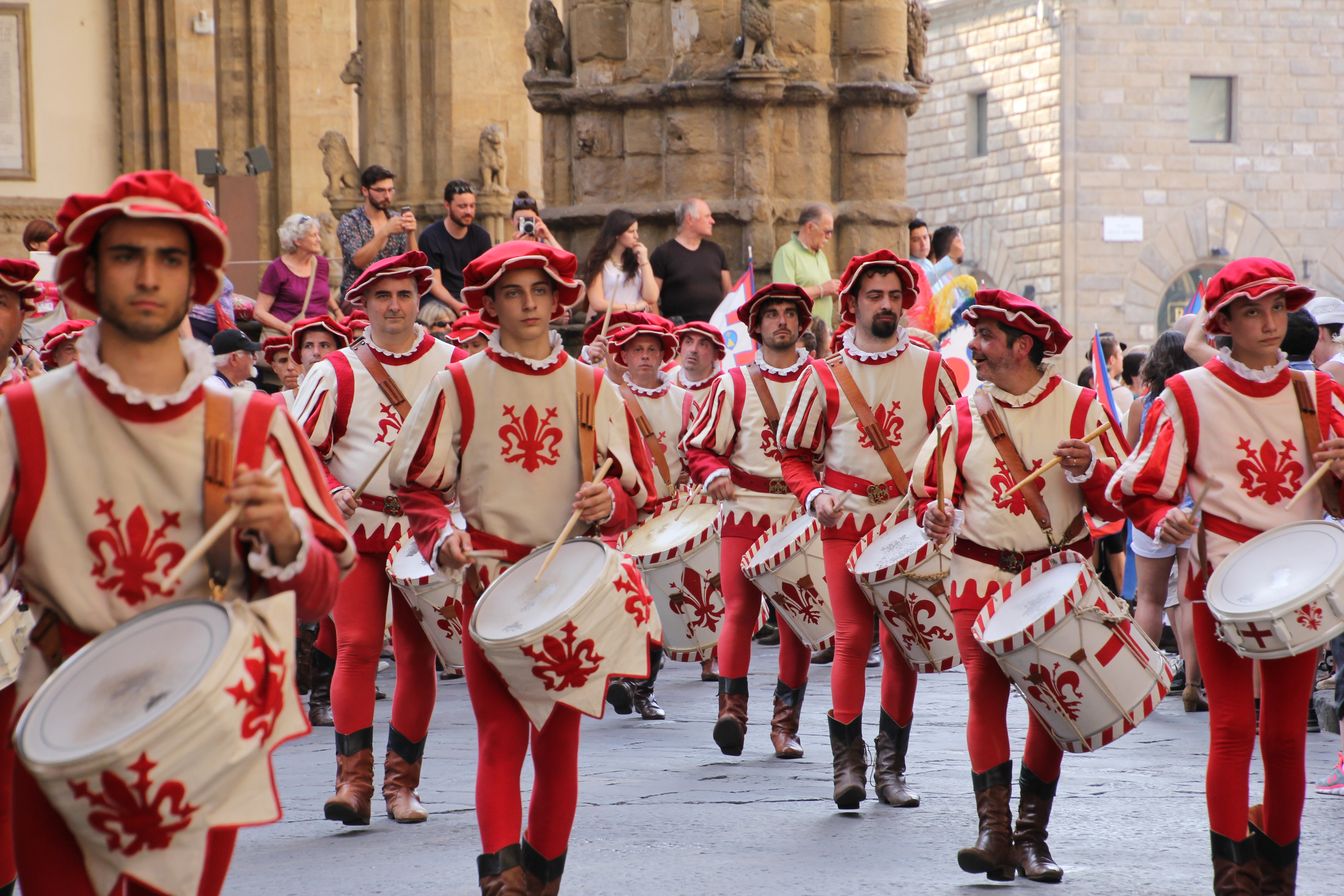
Corteo storico della Repubblica fiorentina

## La repubblica di Savonarola (1494-1498) e Pier Soderini gonfaloniere (1498-1512)
Il secondo periodo iniziò nel 1494, anno in cui i fiorentini cacciarono Piero II de' Medici, accusato di avere ceduto alle imposizioni del re francese Carlo VIII. La repubblica instaurata a Firenze nel 1494 dopo l'abbattimento della signoria dei Medici fu animata e ispirata da Girolamo Savonarola (1452-1498), un frate domenicano.
Alla morte di Lorenzo il Magnifico nel 1492 la città fu travolta dalle prediche di Savonarola.
Nel settembre del 1494 Carlo VIII di Francia iniziò una spedizione militare in Italia, spinto dal desiderio di espandere i suoi domini. A Firenze Piero de' Medici, che aveva accettato passivamente le esose condizioni del francese Carlo VIII (gli aveva ceduto i territori di Pisa, Sarzana, e Livorno), fu rovesciato da una rivolta popolare che instaurò una repubblica.
L'esperimento politico savonaroliano terminò con la condanna e l'esecuzione del frate ad opera dei nemici esterni (primo fra tutti il bersaglio principale delle prediche moralizzatrici del Savonarola, il papa Alessandro VI) e il risorgente partito filomediceo. Ma per i Medici non era ancora possibile recuperare il potere, cosicché esso fu affidato a un sostenitore non troppo fanatico del partito mediceo, Piero Soderini, che avrebbe guidato col titolo di gonfaloniere, incarico che nel 1502 gli fu conferito a vita, un governo moderato che cercasse la conciliazione fra i partiti.
Questo governo, che rifletteva le scarse qualità politiche del proprio capo, inaugurò però una nuova stagione di splendore artistico per la città, con le commissioni a Michelangelo e Leonardo e tanti altri artisti, e con importanti incarichi politici affidati a personalità come Niccolò Machiavelli. Il governo di Soderini sopravvisse fino al 1512, quando il cardinale Giovanni de' Medici, figlio di Lorenzo Il Magnifico, poté rientrare a Firenze grazie all'appoggio di papa Giulio II e della Lega Santa: un esercito spagnolo, al comando di Raimondo de Cardona, invase il Mugello e mise a sacco Prato e Campi Bisenzio in modo orrendo. Davanti a queste devastazioni, i fiorentini si arresero e accettarono il ritorno della casata medicea.

## La repubblica del 1527

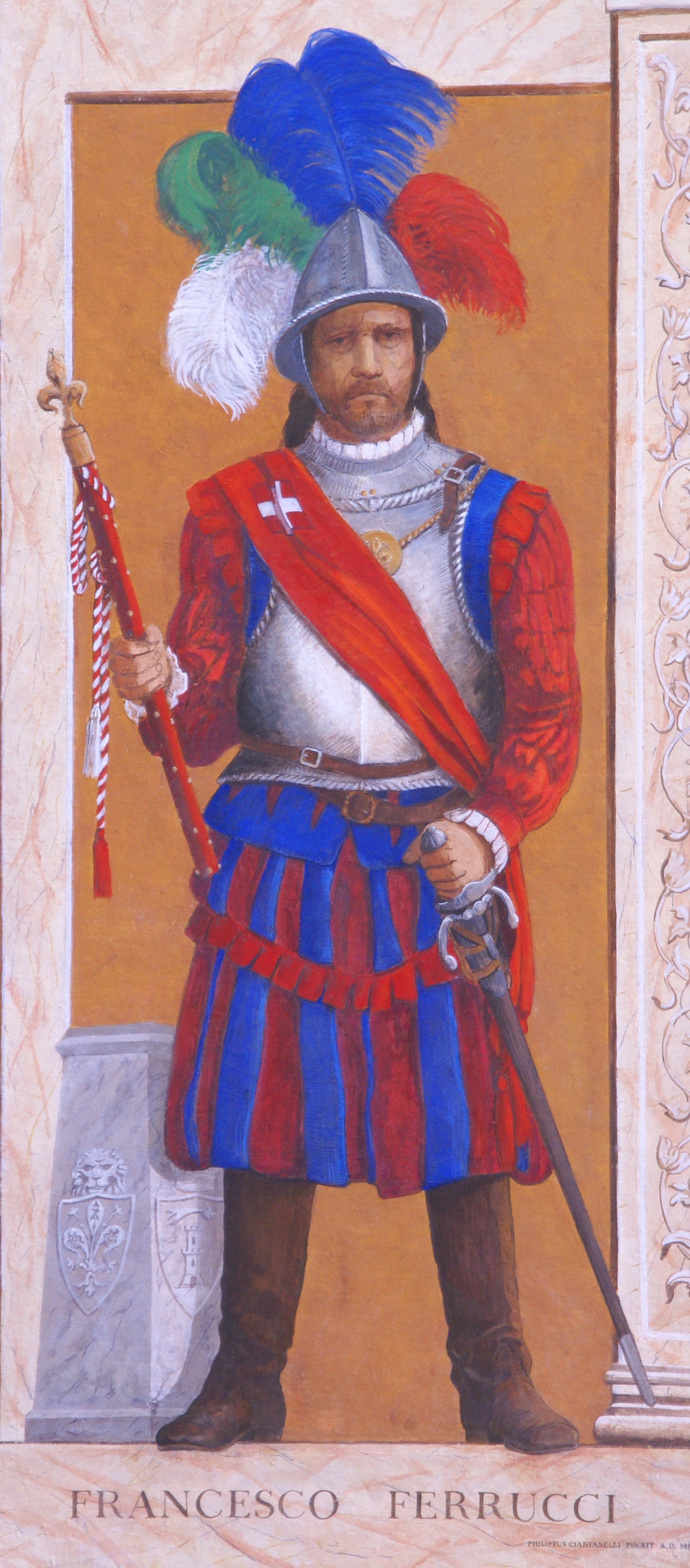
Francesco Ferrucci

Il terzo governo repubblicano ebbe inizio il 16 maggio 1527 in seguito alla gravissima crisi sorta nei rapporti tra Papa Clemente VII (Giulio de' Medici) e l'imperatore Carlo V, conclusasi con il Sacco di Roma. Papa Clemente VII era signore de facto di Firenze, governata formalmente dal Cardinale Silvio Passerini da Cortona, in nome dei giovani rampolli Ippolito de' Medici, figlio naturale di Giuliano duca di Nemours, e Alessandro de' Medici, figlio naturale di Lorenzo duca di Urbino. Il popolo fiorentino credette che fosse venuto il momento opportuno per cacciare i Medici e restaurare la Repubblica di stampo Piagnone, ovvero ispirata alle direttive di Girolamo Savonarola.
Questa durò fino al 1530, quando fu abbattuta alla fine dell'Assedio di Firenze ad opera delle truppe spagnole e tedesche inviate non particolarmente volentieri dall'imperatore in seguito ad una riappacificazione tra Clemente VII e Carlo V. L'eroica difesa della città, a cui contribuirono, in ambiti diversi, anche Francesco Ferrucci e Michelangelo Buonarroti, portò ad un assedio durato due anni, durante il quale fu disputata la nota partita di calcio, organizzata con strepito di fanfare in spregio agli assedianti.
In questi due anni morirono circa 8000 difensori e circa 14000 imperiali, senza contare le innumerevoli vittime in tutta la regione dovute al passaggio delle truppe e ai saccheggi. Questa pagina di storia si concluse con la battaglia di  Gavinana, scontro nel quale si affrontarono gli uomini di Francesco Ferrucci, che portava rinforzi da Pisa, e le truppe imperiali comandate dallo stesso Principe d'Orange. Quest'ultimo morì nelle prime fasi della battaglia, ma i difensori furono ugualmente sconfitti dal soverchiante numero e Francesco Ferrucci, ferito, fu ucciso poi a sangue freddo dal mercenario Fabrizio Maramaldo.
Alla caduta della città, fu ripristinata la signoria medicea con Alessandro de' Medici (che si vociferava fosse in realtà figlio naturale dello stesso Papa Clemente VII), che nel 1532 fu poi nominato Duca di Firenze.

## Le magistrature
Per il funzionamento della Repubblica, vennero istituite nel tempo numerose "magistrature", o "uffici", ciascuna deputata a un particolare aspetto della vita burocratica cittadina. Pur variando nel tempo nella quantità, nel nome e nelle competenze, con le inevitabili soppressioni, accorpamenti e nascita di nuove istituzioni, nel Cinquecento si arrivò a sedici magistrature, che vennero poi riunite da Cosimo I all'inizio del Ducato nel nuovo fabbricato degli Uffizi, e che ancora oggi sono tradizionalmente rievocate nel corteo storico della Repubblica. Esse furono:
- Ufficio dei Capitani di Parte Guelfa
- Ufficio dell'Archivio generale
- Ufficio del Monte Comune
- Ufficio degli Otto di Guardia e Balia: ordine pubblico
- Magistrato dei cinque Conservatori del contado e del dominio fiorentino: gestione dei territori assoggettai a Firenze
- Conservatori di legge
- Tribunale di Mercatanzia: controversie professionali
- Capitani di Orsanmichele: requisiva e gestiva i beni dei condannati a morte;
- Ufficio dei Pupilli: amministrava i beni ricevuti in eredità da qualcuno non autosufficiente per legge (orfani in età minorile; vedove, poiché le donne non avevano figura giuridica; incapaci; esiliati, ecc.)
- Maestri di Dogana: riscuoteva tasse e dazi sulle merci importate ed esportate dalle mura cittadine e dei confini dello Stato
- Maestri del Sale
- Ufficiali della Grascia: sovrintendevano agli approvvigionamenti alimentari
- Maestri di Gabella dei contratti
- Ufficio delle Decime: tasse
- Magistrato dell'Onestà: regolava la prostituzione
- Maestri di Zecca: conio di valuta

## Armoriale della Repubblica di Firenze
Durante l'assedio del 1529-30 la bandiera della repubblica fu «di rosso alla croce d'argento»; la croce bianca contraddistigueva le milizie della Repubblica in contrapposizione all'insegna "d'argento alla croce di rosso" delle milizie papali.